# Ե
Das Etsch (Ե und ե) ist der fünfte Buchstabe des armenischen Alphabets. Der Buchstabe stellt den Laut [⁠ɛ⁠] (im Anlaut [jɛ]) dar und wird im Deutschen mit dem Buchstaben E (im Anlaut mit dem Digraphen Je) transkribiert.
Es ist dem Zahlenwert 5 zugeordnet. 

## Zeichenkodierung
Das Etsch ist in Unicode an den Codepunkten U+0535 (Großbuchstabe) bzw. U+0565 (Kleinbuchstabe) zu finden.